# Budapest Józsefváros
Budapest Józsefváros – zlikwidowana stacja kolejowa w Budapeszcie, w dzielnicy Józsefváros, na Węgrzech. Stacja posiada 4 perony.